# Berrwiller
Berrwiller es una comuna francesa, situada en el departamento de Alto Rin, en la región  de Alsacia.

## Demografía
| 671 | 719 | 797 | 870 | 912 | 1058 |
| Para los censos de 1962 a 1999 la población legal corresponde a la población sin duplicidades (Fuente: INSEE [Consultar]) |     |     |     |     |      |